# 高爾諾迪烏帕齊拉
巴拿里帕拉乌帕齐拉是孟加拉国巴里薩爾縣的一个乌帕齐拉，位於巴里薩爾專區的巴里薩爾縣。。

## 人口
據1991年孟加拉國人口普查，高爾諾迪共有戶數31,601戶，人口171,602人。其中男性佔比51.12%，女性佔比48.88%；成年人口84,231人。該地7歲以上人口之平均識字率為42.2%。